# Metamorphosis (Ulver-ep)
|  | For andre værker af samme navn, se Metamorphosis |
Metamorphosis er en ep fra det norske avantgarde-band Ulver.
Albummet følger det stilskift som begyndte ved Themes from William Blake's The Marriage of Heaven and Hell og indeholder en mere elektronisk musikstil end tidligere.

## Spor
1. "Of Wolves and Vibrancy" – 4:45
2. "Gnosis" – 7:59
3. "Limbo Central (Theme from Perdition City)" – 3:36
4. "Of Wolves and Withdrawal" – 8:55